# Beethoven's Big Break
Beethoven's Big Break (Brasil: Beethoven: A Corrida para a Fama / Portugal: Beethoven em Hollywood) é um filme de comédia e aventura familiar, dirigido por Mike Elliott. Baseado no livro de comédia de 2003 de mesmo nome, o filme é estrelado por Jonathan Silverman, Moises Arias, Jennifer Finnigan, Rhea Perlman, Stephen Tobolowsky e Eddie Griffin. Foi lançado diretamente em DVD  nos EUA em 30 de dezembro de 2008, distribuído pela Universal Studios.
O filme também é considerado uma reinicialização (reboot) da série, ou um filme independente, pois desconsidera completamente todas as histórias dos cinco filmes anteriores.

## Sinopse
A vida do treinador de animais e pai viúvo Eddie vira de cabeça pra baixo, quando seu filho Billy traz para casa um enorme cachorro da raça são-bernardo, que recebe o nome de "Beethoven", em homenagem a Sinfonia n.º 5 de Ludwig van Beethoven.
Certo dia, Beethoven invade o estúdio de cinema onde Eddie trabalha e acaba caindo nas graças do diretor Stanley e da severa produtora Patrícia, que decidem transformar o cão no mais novo astro de Hollywood.
Agora, com a ajuda de Billy e da estressada  roteirista Lisa, Eddie é incumbido de treinar sua mais nova aquisição para as gravações. No entanto, com o sucesso de Beethoven, o egocêntrico apresentador e ex-chefe de Eddie, Sal DeMarco é demitido e promete se vingar, planejando sequestrar Beethoven com a ajuda de seus dois capangas atrapalhados, para assim, ter seu lugar de volta no show business. 

## Elenco
| Ator/Atriz         | Personagem                  | Dublagem no Brasil |
| ------------------ | --------------------------- | ------------------ |
| Jonathan Silverman | Eddie Thornton              | Eduardo Borgeth    |
| Moises Arias       | Billy Thornton              | Yan Gesteira       |
| Jennifer Finnigan  | Lisa Waters                 | Christiana Louise  |
| Eddie Griffin      | Stanley Mitchell, o diretor | Clécio Souto       |
| Rhea Perlman       | Patricia Benji, a produtora | Maria Helena Pader |
| Stephen Tobolowsky | Sal DeMarco                 | Márcio Simões      |
| Stefanie Scott     | Katie                       | Bianca Salgueiro   |
| Oscar Nuñez        | Tick                        | Marcelo Garcia     |
| Joey Fatone        | Bones                       | Philippe Maia      |
| Cesar Millan       | Ele mesmo                   | Eduardo Dascar     |